# Леополду-ди-Бульойнс
Леополду-ди-Бульойнс (порт. Leopoldo de Bulhões) — муниципалитет в Бразилии, входит в штат Гояс. Составная часть мезорегиона Центр штата Гойас. Входит в экономико-статистический микрорегион Гояния. Население составляет 8054 человека на 2006 год. Занимает площадь 495,015 км². Плотность населения — 16,3 чел./км².
Праздник города — 2 сентября. 

## История
Город основан в 1949 году.

## Статистика
- Валовой внутренний продукт на 2003 год составляет 43 651 626,00 реалов (данные: Бразильский институт географии и статистики).
- Валовой внутренний продукт на душу населения на 2003 год составляет 5510,18 реалов (данные: Бразильский институт географии и статистики).
- Индекс развития человеческого потенциала на 2000 год составляет 0,715 (данные: Программа развития ООН).

## География
Климат местности: тропический.